# Mislykket Optagelse af levende Billeder
Mislykket Optagelse af levende Billeder er en dansk stum komediefilm produceret af Nordisk Films Kompagni instrueret af William Augustinus efter eget manuskript.

## Handling
Filmen er en farce, der viser de forviklinger, der kan være ved at optage en film, hvis man er meget uheldig.

## Medvirkende
- Frederik Buch
- Victor Fabian
- Elna From